# Fußball-Verbandspokal 2021/22 (Frauen)
Über den Fußball-Verbandspokal 2021/22 werden die Teilnehmer der 21 Landesverbände des DFB am DFB-Pokal der Frauen 2022/23 ermittelt. Die Sieger der Verbandspokale sind zur Teilnahme an der ersten Runde des DFB-Pokals berechtigt. Zweite und dritte Mannschaften dürfen nicht am DFB-Pokal teilnehmen. Sollte ein Aufsteiger in die 2. Bundesliga den Verbandspokal gewonnen haben, rückt der unterlegene Finalist nach.

## Endspielergebnisse
Die Tabelle gibt eine Übersicht über die Verbandspokal-Endspiele der Saison 2021/22. Die Mannschaft, die sich für den DFB-Pokal qualifiziert hat, ist fett dargestellt. Die Abkürzungen hinter den Vereinsnamen stehen für die Spielklassenzuordnung der gleichen Saison: RL = Regionalliga; OL = Oberliga; VL = Verbandsliga; LL = Landesliga; BezL = Bezirksliga. Die folgende römische Zahl gibt die Ligenebene an. Bei der drittklassigen Regionalliga wird darauf verzichtet.
| Verband / Pokal                           | Termin   | Sieger                         | Ergebnis            | Finalist                          | Ort                             | Stadion                             |
| ----------------------------------------- | -------- | ------------------------------ | ------------------- | --------------------------------- | ------------------------------- | ----------------------------------- |
| Baden Sport-Lines Pokal der Frauen        | 26. Mai  | Karlsruher SC (RL)             | 1:0                 | TSV Neckarau (OL / IV)            | Waghäusel                       | Sportpark SSV Waghäusel             |
| Bayern BFV-Verbandspokal                  | 11. Juni | FFC Wacker München (RL)        | 4:1                 | 1. FFC Hof (OL / IV)              | Hof (Saale)                     | Städtisches Stadion Ossecker Straße |
| Berlin Polytan-Pokal                      | 6. Juni  | Türkiyemspor Berlin 1 (RL)     | 2:0                 | FC Viktoria Berlin (RL)           | Berlin                          | Volksparkstadion Mariendorf         |
| Brandenburg AOK-Landespokal               | 26. Mai  | FC Stahl Brandenburg (LL / IV) | 2:2 n. V. 6:5 i. E. | SV Grün-Weiß Brieselang (LL / IV) | Blankenfelde-Mahlow             | Sportplatz Triftstraße              |
| Bremen Lotto-Pokal der Frauen             | 21. Mai  | ATS Buntentor (RL)             | 5:0                 | TuS Schwachhausen (VL / IV)       | Bremen                          | Marko-Mock-Arena                    |
| Hamburg Lotto-Pokal der Frauen            | 6. Juni  | Hamburger SV 1 (RL)            | 4:1                 | Eimsbütteler TV (OL / IV)         | Hamburg                         | Stadion an der Dieselstraße         |
| Hessen Hessenpokal                        | 19. Juni | TSV Jahn Calden (RL)           | 3:0 Wertung 2       | Eintracht Frankfurt III Z (RL)    | Waldkappel                      | Sportplatz Waldkappel               |
| Mecklenburg-Vorpommern Polytan-Cup        | 1. Mai   | Rostocker FC (RL)              | 1:0                 | FSV 02 Schwerin (VL / IV)         | Güstrow                         | Sportschule Güstrow                 |
| Mittelrhein FVM-Pokal                     | 16. Juni | SC Fortuna Köln (VL / IV)      | 3:2 n. V.           | Vorwärts Spoho Köln (RL)          | Düren–Arnoldsweiler             | Bertram-Möthrath-Stadion            |
| Niederrhein ARAG-Niederrheinpokal         | 22. Mai  | VfR Warbeyen (RL)              | 8:0                 | Rhenania Bottrop (BezL / VI)      | Bottrop                         | Sportanlage Im Blankenfeld          |
| Niedersachsen AOK NFV Pokal               | 4. Juni  | VfL Jesteburg (RL)             | 3:1                 | FC Geestland (OL / IV)            | Barsinghausen                   | August-Wenzel-Stadion               |
| Rheinland Rheinlandpokal                  | 12. Juni | SC 13 Bad Neuenahr (RL)        | 5:1                 | TuS Issel (RL)                    | Mayen                           | Nettestadion                        |
| Saarland Wasgau C+C Frauen Saarland-Pokal | 26. Mai  | 1. FC Saarbrücken 1 (RL)       | 2:0                 | 1. FC Riegelsberg (RL)            | Kleinblittersdorf-Bliesransbach | Sportpark Sauerwiese                |
| Sachsen Sachsenpokal                      | 1. Mai   | RB Leipzig II Z (RL)           | 9:0                 | Chemnitzer FC (LL / IV)           | Mittweida                       | Stadion am Schwanenteich            |
| Sachsen-Anhalt Polytan FSA-Pokal          | 1. Mai   | Magdeburger FFC (RL)           | 3:0                 | Rot-Schwarz Edlau (VL / IV)       | Bernburg (Saale)                | Stadion Bernburg                    |
| Schleswig-Holstein SHFV-Lotto-Pokal       | 26. Mai  | Holstein Kiel (RL)             | 3:0                 | SSC Hagen Ahrensburg (OL / IV)    | Malente                         | Uwe-Seeler-Fußball-Park             |
| Südbaden SBFV-Verbandspokal               | 25. Mai  | Alemannia Zähringen (OL / IV)  | 1:0                 | Hegauer FV (OL / IV)              | Engen-Welschingen               | Stadion Welschingen                 |
| Südwest Frauen-Verbandspokal Südwest      | 12. Juni | 1. FFC 08 Niederkirchen (RL)   | 2:1                 | TuS Wörrstadt (RL)                | Wörrstadt                       | Sportplatz Wörrstadt                |
| Thüringen Thüringenpokal                  | 12. Juni | FC Carl Zeiss Jena II Z (RL)   | 13:0                | Saalfeld Titans (VL / IV)         | Bad Langensalza                 | Stadion der Freundschaft            |
| Westfalen Westfalenpokal                  | 1. Juni  | SpVg Berghofen (RL)            | 0:0 3:1 i. E.       | VfL Bochum 1 (RL)                 | Dortmund                        | Sportplatz Berghofer Straße         |
| Württemberg Sport-Lines wfv-Pokal         | 26. Mai  | SV Hegnach (RL)                | 3:0                 | TSV Tettnang (OL / IV)            | Waiblingen-Hegnach              | Sportplatz Hegnach                  |